# 天仓增十四
鯨魚座27，又名BD-10 229，HD 6482、SAO 147601、HR 315，是鯨魚座的一颗恒星，视星等为6.12，位于銀經134.63，銀緯-72.53，其B1900.0坐标为赤經1h 0m 36.2s，赤緯-10° -72.53′ 51″。